# Puszcza Kaszubska
Puszcza Kaszubska – kompleks leśny w województwie pomorskim, położony na południe od Lęborka i graniczący na północnym wschodzie z Lasami Lęborskimi. Przez puszczę przepływa rzeka Okalica (dopływ Łeby). Południowe obszary puszczy (okolice Maszewa Lęborskiego i Osowa Lęborskiego), jak i zachodnie (obszar polan wokół Dziechlina i Małoszyc) zostały w znacznym stopniu wykarczowane.